# 大塚倉庫
大塚倉庫株式会社（おおつかそうこ）は、物流業務を主体に行う大塚ホールディングスの子会社である。

## 概要
1961年、株式会社大塚製薬工場の運輸倉庫部門から分離し、徳島県鳴門市に創立。1967年、本社を大阪市港区に移転。創業以来、大塚グループの医薬品をはじめ、食品飲料・日用品等の物流ネットワークを構築してきた。
さらに、大塚グループでは扱わないカテゴリーを含めた企業と倉庫や車両を共通化して、納品先一致率・季節製品・重量品と軽量品の組み合わせによって大塚グループ内外を問わずに商品をまとめて共同配送を行う共通プラットフォームを構築している。
メインとしている物流業務に加えて、大塚製薬が運営する公式通販サイトのユーザーへの商品販売・配送を行う通販事業や、大塚グループの企業や社員向けの団体保険を中心に代理店として提供する保険業務を行っている。

## 大塚倉庫全国事業所一覧
- 北海道支店
- 札幌営業所
- 東京支店
- 浦安配送センター
- 仙台営業所
- 高崎営業所
- 高崎第二倉庫
- 前橋物流センター
- 東日本ロジスティクスセンター（前橋市）
- 袋井営業所
- 名古屋支店（一宮市）
- 掛川配送センター
- 冨山営業所
- 大阪支店
- 西日本ロジスティクスセンター（神戸市北区）
- 赤穂営業所
- 滋賀営業所
- 岡山倉庫
- 四国支店
- 鳴門営業所
- 藍住物流センター
- 鷲敷倉庫
- 松茂営業所
- 九州支店
- 九州第一倉庫（鳥栖市）

## 大塚倉庫の共通プラットフォームパートナー
以下はすべて株式会社である。プラットフォームパートナー以外にも、ニチバンとの共同物流や池田模範堂の物流業務の受託なども行われている。
食品・飲料
- 大塚製薬
- 大塚食品
- 黄桜
- 月桂冠
- サトウ食品
- 日本サンガリアベバレッジカンパニー
- ハナマルキ
- ポッカサッポロフード&ビバレッジ

医薬品
- 大塚製薬
- 大塚製薬工場
- 大鵬薬品工業
- エイワイファーマ
- ジェイ・エム・エス
- テルモ
- 日医工
- 日本ケミファ
- 光製薬
- 扶桑薬品工業
- 三笠製薬
- 雪印ビーンスターク
- 陽進堂
- 龍角散

日用品
- アース製薬
- 白元アース
- バスクリン